# Tabonmänniskan
Tabonmänniskan var en grupp människor (Homo Sapiens) vars boplats låg i Tabongrottorna i Palawan i Filippinerna. De fossil som hittats anses vara cirka 22 000-24 000 år gamla. Det finns även indikationer på att grottorna varit bebodda redan för 50 000 år sedan.

## Upptäckt och ålder
Lämningarna upptäcktes i  Tabongrottorna i  Lipuun Point i Quezon, Palawan, Filippinerna. De upptäcktes den 28 maj 1962 av Robert B. Fox, en amerikansk antropolog vid Filippinernas nationella museum . Kvarlevorna var fossila fragment av en skalle av en kvinnlig individ och käkben från tre individer som daterades att vara 16 500 år gamla. Fyndet var det äldsta människofyndet från Filippinerna till dess att ett mellanfotsben benämnt Callao Man hittades 2007. Detta daterades 2010 av en uranseriedatering till att vara 67 000 år gammalt. Flera forskare menar att det behövs fler bevis för att bekräfta att dessa fossil kommer från en ny människoart, snarare än lokalt anpassade befolkningar av homo-arter som H. Erectus eller Denisovaner.

## Mänskliga fossil
Tabon fragmenten är uppkallade efter Tabongrotterna. Grottan verkar ha använts för större tillverkning av redskap med både färdiga avslagsverktyg och avfallskärnor som hittades i fyra lager i huvud kammaren i grottan. Träkol från härdarna har C-14-daterats till 7 000, 20 000 och 22 000 f.Kr. Högra underkäken av en Homo sapiens, som dateras till 29 000 f.Kr, upptäcktes med en kraniekalott. Kraniekalotten från Tabon betraktas som den äldsta av moderna  människor i Filippinerna. Man tror den tillhört en ung kvinnlig individ. Underkäken från Tabon är det tidigaste beviset på mänskliga kvarlevor som visar arkaiska egenskaper hos tänder och käke. Tibiafragmentet hittades då utgrävnigarna återupptogs av Nationalmuseet i Filippinerna.  Benet sändes till naturhistoriska museet i Frankrike för att studeras. En dateringen med accelererad C-14-teknik avslöjade en ålder för benet på 47 000 ± 11 000 år. Det är det äldsta benet som har hittats på platsen.

## Filippinstorfotshöna ger avgränsade lager i grottan
Tabon är döpt efter Filippinstorfotshöna Megapodius cumingii som avsatte tjocka guanolager när grottorna var obebodda. Nya bosättare i grottorna fick bosätta sig på cementlika golv av fågelspillning. Omkring 3 000 återfunna artefakter som undersökts var kastade kärnor av material som måste ha hämtats till platsen från ett visst avstånd. Detta avslöjar att invånarna i grottorna ägnade sig åt redskapstillverkning. Tabonfossilen kommer från den tredje gruppen invånare som bebodde grottan mellan 22 000 och 20 000 f.Kr. En tidigare grottnivå ligger så mycket längre ner i stratigrafin att den troligen representerar övre pleistocena dateringar snarare 45 000 eller 50 000 år gamla. Antropologen Robert Fox, som förestod utgrävningarna menade att Tabongrottorna hade varit bebodda av människor under mer än 40 000 år, från för 50 000 år sedan till för 9 000 år sedan.
Fysiska antropologer som undersökt kraniekalotten är överens att det är en modern människa av Homo Sapiens och skiljer sig från den mellanpleistocena Homo erectus arten. Det  indikerar att Tabonmänniskorna var förmongoloider. Mongoloider är då den beteckning som antropologin använder för moderna människor i som kom till Sydostasien under holocen. och bildade den moderna malajiska, indonesiska, fillppinska och stillahavsbefolkningen. Två experter menar att underkäken är australisk till sin typ och att kraniekalottens mått stämmer bäst med  Ainu  i Japan eller tasmanier. Kraniekalotten ger inga säkra möjligheter att anknyta till någon grupp men det är inte av afrikanskt ursprung.

## Beskrivning av tabongrottorna
Grottkomplexet är en serie av grottor belägna i en kalkstensudde vid Lipuun Point i sydvästra Palawan. Den omfattar 138 hektar och var tidigare en ö, men nu knyter en mangroveskog den fast till Palawans fastland. Det finns 218 grottor, 38 med rika arkeologiska och antropologiska fynd. Lipuuon Point består av en 25 miljoner år gammal kalksten och har klippiga kullar, djupa klyftor och branta backar. I detta område finns starka belägg för tillfälliga grottbosättningar av moderna människor i tidig holocen. Under tidig Holocen, visar flera lokaler mer intensiv och fastare bosättning. De lokala befolkningarna var inriktade på landbaserad föda omkring floderna och i sjöar. Havet var ännu avlägset från platsen. 1972 skyddades Tabongrottorna och Lipuun Point av Presidential Proclamation No. 996  Området får inte avverkas eller förstöras. Det förklarades som Site Museum Reservation under  Nationalmuseets administration och ska bevaras för nutida och framtida generationer.

## Paleomiljö
Tabongrottorna ligger idag bara några minuters promenad från havet. Men i lämningarna i grottan saknas marina skal vilket stöder antagandet att det fanns en större kontinentalhylla som var torra land vid sista nedisningens maximum. Havet stod då 130 meter under den nuvarande nivån möjligenännu lägre. Närvaron av marinaskal i avfallet vid andra grottor vid Lipuun Point från cirka 7000 BP, och speciellt under senare perioder gör att man fick ett större focus på de marina resurserna generellt i området. Att tabongrotterna överges just före denna tid kan hänga samman med havets stigande nivå. Tabongrottorna låg rätt långt inne i landet under sena pleistocen och  Reynolds (1993) föreslår att sådana lägen skulle ha varit marginalområden under perioder med lågt vattenstånd. De nu dränkta områdena måste ha varit viktigare för människans bosättningar. Genom förhistorian finns starka bevis för att grottor associerade med det stigande havet har brukats flitigt. Det gäller även vid Lipuun Point från cirka. 7000 BP, med ett mera maritimt intresse.;Då var Tabongrottorna övergivna sedan länge.

## Tabonkulturen
Stenredskap fossil och keramik har hittats i olika grottor i Tabongrottorna. I Liyang Cave hittades stor kärlmed mänskliga kvarlevor. Den grottan har tolkats som en begravningsplats för de förhistoriska människorna i området. I Tabongrotterna hittades avslag and primitiva verktyg tillverkade av runda stenar som man slagit några avslag från. Bevis för att man samlade växtföda och jagade hittades också.  Rullstenar var tillgängliga från flodstränderna nära grottan. Tidiga människor levde och tillverkade avslagsverktyg i Tabongrotterna.